# نیا واردالوس
نیا واردالوس (انگلیسی: Nia Vardalos؛ زادهٔ ۲۴ سپتامبر ۱۹۶۲) یک هنرپیشه اهل کانادا است. وی از سال ۱۹۹۶ میلادی تاکنون مشغول فعالیت بوده‌است.
از فیلم‌ها یا برنامه‌های تلویزیونی که وی در آن نقش داشته است می‌توان به عروسی یونانی پرریخت‌وپاش و بزرگ من، زندگی من در ویرانه‌ها و کانی و کارلا و تیم نایت رایدر اشاره کرد.